# NSU Typ 110
Der NSU Typ 110 und der NSU 1200 waren PKW-Modelle der NSU Motorenwerke AG und wurden 1965 bis 1973 in verschiedenen Varianten gebaut. Basierend auf dem NSU Prinz 1000 war der 4 m lange Typ 110 eine Klasse größer als dieser. Von Anfang an ließ NSU daher bei diesem Modell den Namen „Prinz“ weg.

## Typ 110 / Typ 110 S / Typ 110 SC
Der Typ 110 wurde anlässlich der Internationalen Automobil-Ausstellung des Jahres 1965 vorgestellt und rundete das damalige NSU-Programm nach oben ab. Der Typ 110 basierte auf dem NSU Prinz 1000, hatte aber einen längeren Radstand und eine längere Karosseriefront, was den Innen- und Kofferraum deutlich vergrößerte. Das Kofferraumvolumen betrug 490 Liter im Bug und 60 Liter hinter den Rücksitzen.
Von außen ließ sich der Typ 110 leicht anhand seiner Rechteckscheinwerfer, der großen Frontzierblende und der breiten Rückleuchten vom kleineren Prinz 1000 unterscheiden. Im Innenraum sollten der modische Bandtachometer, eine Leiste aus Holzfurnier und ein neues Heizungs- und Belüftungssystem für Mittelklasseflair sorgen.
Wie der Prinz 1000 und dessen sportliche Abkömmlinge TT/TTS war auch der Typ 110 mit einem platzsparend quer eingebauten, luftgekühlten OHC-Vierzylinder-Heckmotor ausgestattet. Zu Beginn wurde der Typ 110 mit einem 39 kW (53 PS) starken Motor mit 1085 cm³ Hubraum ausgeliefert, der auch im Prinz 1000 TT zum Einsatz kam, dort aber 1,5 kW (2 PS) mehr leistete. 
Am Fahrwerk erfolgte im Vergleich zum Prinz 1000 eine Umstellung auf Schraubenfedern mit Torsionsstab vorn. Die Querlenker waren in wartungsfreien Kugelgelenken gelagert. Während der Prinz 1000 mit serienmäßigen Scheibenbremsen ausgestattet war, waren diese am Typ 110 nur noch als Sonderwunsch erhältlich.
Ab 1966 konnten die Ausstattungsvarianten Typ 110 S und Typ 110 SC mit einem 44 kW (60 PS) starken Motor mit 1177 cm³ Hubraum geordert werden. Diese Ausführungen besaßen zudem eine sich automatisch nachstellende Zahnstangenlenkung und ein anderes Armaturenbrett. Über eine Transair genannte Heizlüftungsanlage war eine effektive Belüftung im Fond möglich, indem der Heckmotor die Innenraumluft als Frischluft ansaugte. Zusätzliche Frischluft erhielt der Motor über die Seitenschlitze in der Karosserie. Das Modell 110 SC hob sich durch eine nochmals aufgewertete Innenausstattung ab. Scheibenbremsen an den Vorderrädern waren aufpreispflichtig.
Zwischen 1965 und 1967 wurden etwa 74.000 Exemplare des NSU Typ 110, Typ 110 S und Typ 110 SC gebaut.

## 1200 / 1200 C

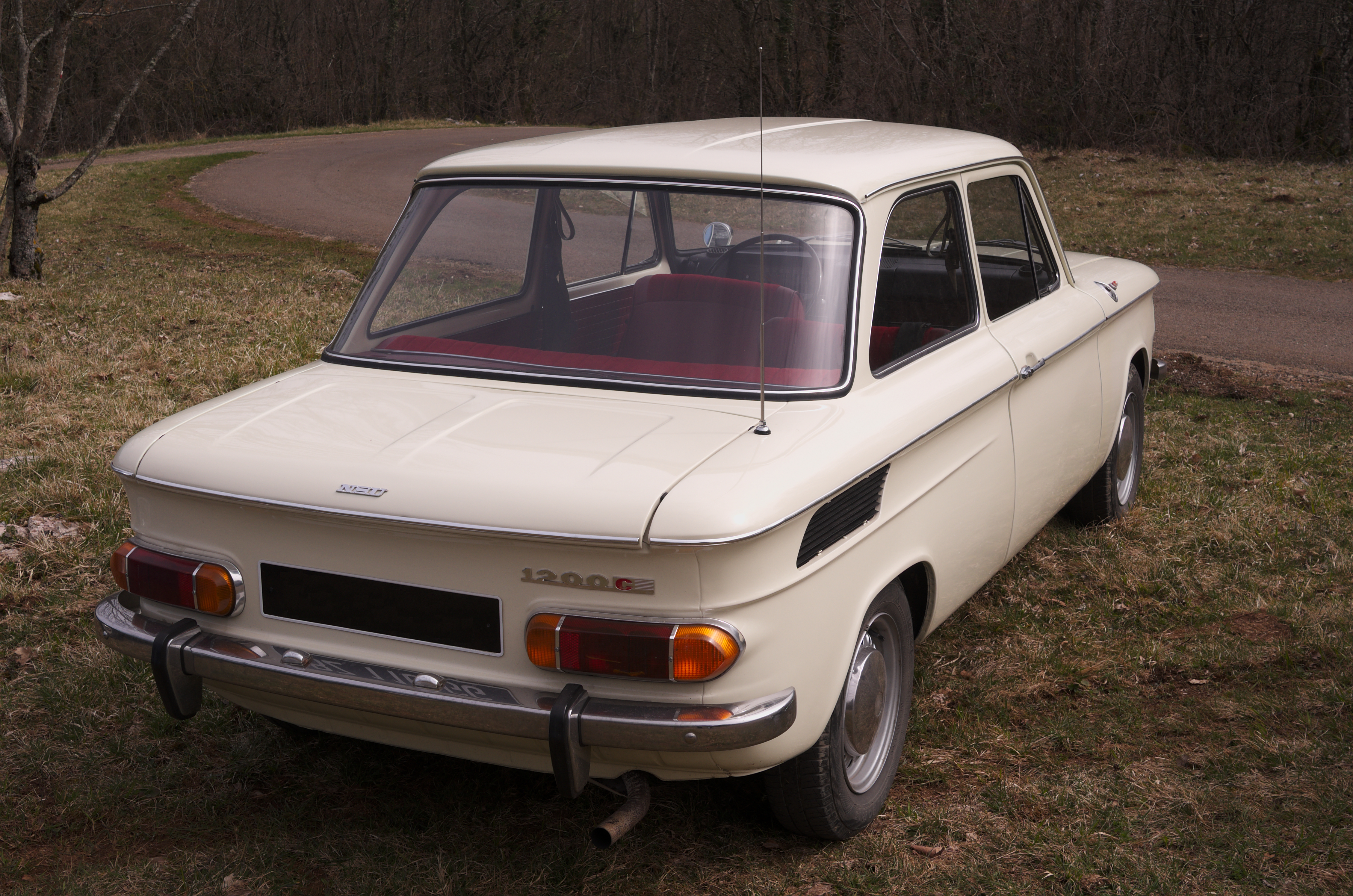
Heckansicht

1967 straffte NSU die gesamte Modellpalette, und die Modelle erhielten zum Teil neue Bezeichnungen. Aus dem Typ 110 entstand so der NSU 1200, der mit 1,2-Liter-Motor und 40 kW (55 PS) bis 22. Dezember 1972 produziert wurde. Auf Wunsch konnte der NSU 1200 auch mit dem dreistufigen Automatikgetriebe des NSU Ro 80 geliefert werden.
Für die damalige Zeit bot der NSU 1200 C als kleine „Komfort-Limousine“ sehr beachtliche Fahrleistungen. Den Spurt von 0 bis 80 km/h schaffte das Auto in knapp 9 Sekunden, bis ca. 60 km/h konnte der NSU 1200 C mühelos mit weit größeren und stärkeren Autos mithalten. Bei höheren Drehzahlen wurde der Motor sehr laut, was an der Luftkühlung und der fehlenden Geräuschdämmung lag.
Zwischen 1967 und 1973 entstanden etwa 256.000 Exemplare des NSU 1200 und 1200 C.
Das Fahrwerk mit Schräglenker-Hinterachse war – wie bei allen Vierzylinder-NSU Modellen – hochmodern und sorgte für sportliche Fahreigenschaften. Nachteilig war die extreme Seitenwindempfindlichkeit des Hecktrieblers, vor allem mit den damals noch standardmäßig angebotenen Diagonalreifen; mit den zur selben Zeit aufkommenden Stahlgürtelreifen war das dann kaum noch ein Thema. Hervorragend dagegen waren die Handlichkeit des Fahrzeugs im Stadtverkehr und in Bergregionen sowie die Wintertauglichkeit.
Einmalig dürfte die Reparaturfreundlichkeit des Autos gewesen sein: Nahezu alle Autoteile waren leicht tauschbar. Die Kupplung konnte in nur 30 Minuten gewechselt werden. Die luftgekühlten Motoren litten allerdings schon in der Serienversion häufig an Überhitzung; für ein Tuning der ansonsten für Leistungssteigerungen hervorragend geeigneten Motoren war deshalb die erste und wichtigste Maßnahme der Einbau eines Ölkühlers und das Aufstellen der Motorhaube, um die Belüftung zu verbessern.
Für den NSU 1200 wurden zwei Farben (Gletscherweiß und Riverblau) angeboten. Beim NSU 1200 C konnte der Kunde optional noch die Farben Jadegrün, Derbyrot und Champagnerbeige wählen.

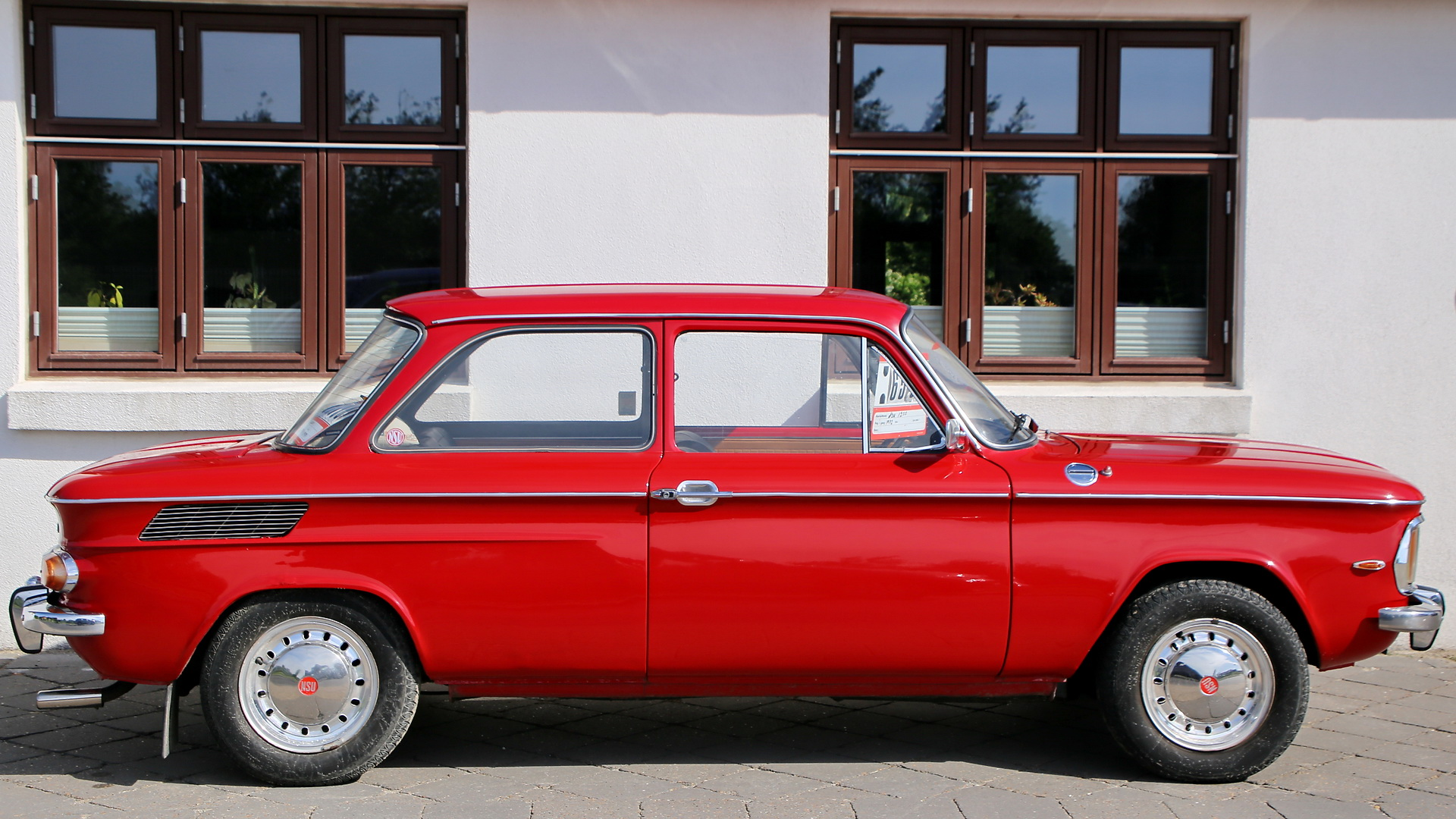
Seitenansicht NSU 1200 C (Baujahr 1972)

Als Rostschutz hatten die NSU-Kompaktwagen eine aufwändige Zinkstaub-Lackierung des Unterbodens. Die vom NSU-Werk empfohlenen Inspektionen sollten alle 7500 km durchgeführt werden; Standard waren damals Inspektionsintervalle von 5000 km.